# Phare de Christiana North Jetty

Le phare de Christiana North Jetty (en anglais : Christiana North Jetty Light) était un phare offshore situé à l'extrémité de la jetée à l'embouchure de la rivière Christina dans le comté de New Castle, Delaware.

## Historique
Le phare de Christiana North Jetty a été construit en 1884. Il a été abandonné en 1909 lorsque les nouveaux feux d'alignement de Bellevue sont entrés en service, mais l'habitation a été utilisée pour le gardien des feux d'alignement de Bellevue jusqu'en 1937. Le phare et l'habitation ont été démolis en 1939.
Identifiant : ARLHS : USA-173.

### Lien connexe
- Liste des phares du Delaware